# Апостольське спадкоємство
Апостольське спадкоємство, апостольська спадкоємність — принцип церковного права в католицькій, православній, англіканській, моравській та в окремих лютеранських церквах, відповідно до якого церковна ієрархія прямо і спадкоємно сходить, через безперервну низку рукопокладень (хіротоній) єпископів, до поставлених Ісусом Христом апостолів. 
Найважливішим інструментом і гарантією збереження апостольського спадкоємства вважається законність і правильність здійснення єпископських хіротоній як одного із зовнішніх виразів просторово-часової єдності церкви.